# P300

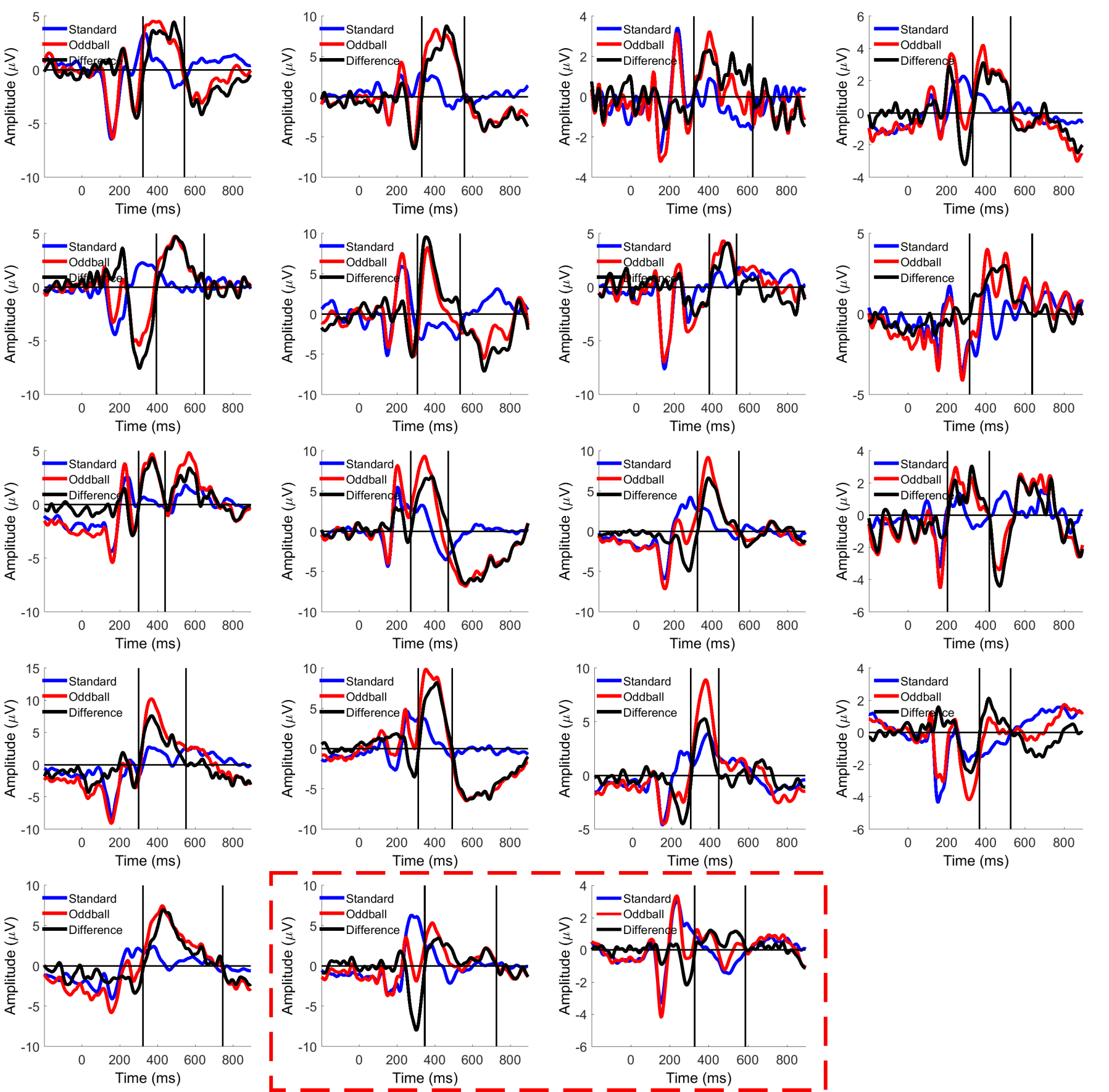
La respuesta del P300 a diferentes sujetos.

La onda P300 (EP300, P3) es un potencial evocado que puede ser registrado mediante electroencefalografía como una deflexión positiva de voltaje con una latencia de unos 300 ms en el EEG. La presencia, magnitud, topografía y duración de esta señal se utiliza a veces en la medición de la función cognitiva de los procesos de toma de decisiones. Mientras los correlatos neuronales de este potencial aún están poco claros, la reproductibilidad de esta señal hace que sea una opción común para los test psicológicos tanto clínicos como de laboratorio. 

## Obtención de la respuesta
Aunque la señal del EEG se adquiere con más fuerza en torno a los electrodos parietales, se ha sugerido que existen interacciones entre las regiones frontales y temporales, así como con algunos lugares del encéfalo profundo. Se piensa que la misma onda p300 está compuesta por dos ondas secundarias conocidas como "señales P3a y P3b". Estos componentes responden individualmente a diferentes estímulos y se ha sugerido que la onda P3a "se origina en los mecanismos de atención frontal dirigidos por estímulo durante el procesamiento de tareas, mientras que la P3b se origina en la actividad parietal-temporal asociada con la atención y parece estar relacionada con el consiguiente procesamiento en la memoria." Algunas veces se denomina potencial evocado "diana (target)" a la P3b, mientras que la P3a sería el potencial "no diana (non-target)".
La señal P300 es un registro agregado de una gran cantidad de neuronas. Aunque es una técnica típicamente no invasiva, se pueden tomar muestras de partes de la señal más directamente de ciertas partes del cerebro mediante electrodos (de ahí la P300 temporal medial o MTL-P300). Esta metodología permite aislar y registrar localmente un área sin el ruido de otras señales adquiridas a través de electrodos sobre la piel del cráneo. En la práctica, la forma de onda de la P300 se debe evocar utilizando un estímulo provisto por alguna de las modalidades sensoriales. Un procedimiento típico es el paradigma odd-ball, en el que un estímulo diana se presenta entre estímulos de fondo más frecuentes. También puede usarse un estímulo distractor para asegurarse de que la respuesta se debe a la diana en lugar de a un cambio en el patrón de fondo. El paradigma odd-ball clásico ha sufrido muchas variaciones, pero al final la mayor parte de los protocolos utilizados para evocar la P300 implica alguna forma de hacer consciente una situación o una toma de decisiones. Se necesita ejercitar la atención en estos protocolos. No se han observado sujetos que efectúen un control fino sobre sus P300. 

## Origen
Como con cualquier estímulo evocado la P300 se produce mediante corrientes eléctricas en el cerebro. Los distintos potenciales inhibidores y excitadores postsinápticos de múltiples neuronas crean estas corrientes y de ese modo se puede discutir el origen de un potencial con respecto a los efectos de los neurotransmisores que provocan los potencial postsináptico y los dominios anatómicos en los que funcionan. La onda se genera directamente como resultado de potenciales postsinápticos a través de las vías glutamatégicas, en la que los receptores de tipo NMDA desempeñan un papel importante. También modulan la actividad P300 influencias acetilcolinérgicas y GABAérgicas, actuando el GABA mediante la producción de potenciales inhibitorios post-sinápticos (PIPS) que tienden a disminuir la amplitud de onda e incrementar la latencia y la acetilconina actuando como modulador con efectos opuestos al GABA. La Norepinefrina, dopamina y serotonina han sido implicadas en la modulación de la P300, pero los resultados son inconsistentes y estas influencias pueden ser menores.
Existe alguna controversia sobre los sustratos anatómicos de la P300. Entre las candidatas estarían estructuras profundas y cercanas del cerebro en el sistema límbico, como la amígdala, hipocampo y giro parahipocampal, así como regiones más dispersas (p.ej. las cortezas parietales superior y posterior, el giro cingulado y la corteza temporoparietal). Los registros intracraneales han dado credibilidad a la teoría de contribuciones ampliamente distribuidas. Una hipótesis vincula la activación de la P300 al locus coeruleus un centro noradrenérgico del tallo cerebral que se encuentra en el puente de Varolio. Desde esta perspectiva el papel del circuito noradrenérgico es potenciar los estímulos significativos para la toma de decisiones ejecutivas. Los orígenes de las ondas componentes (P3a and P3b) aún no están claras. Los estudios mediante fMRI sugieren que estos componentes se pueden localizar en diferentes regiones, en el que la P3a es principalmente un fenómeno de las cortezas frontales e insulares y la P3b se origina de las regiones parietal inferior y temporal. Se ha propuesto que las diferentes regiones también son lugares de procesamiento diferentes para los estímulos "diana" y "distractor" en el paradigma odd-ball. Los investigadores también están divididos en cuanto a si los potenciales evocados en general se generan como un modo inducido por estímulo (las poblaciones neuronales reaccionan disparándose o no ante el estímulo presentado) o en un modo de "reiniciado de fase" (las poblaciones neuronales reaccionan enfocando sus patrones de disparo en una fase particular basado en un estímulo).Una evidencia reciente que se basa en los estudios sobre P300 sugiere que ambos métodos probablemente contribuyen a la formación de un potencial evocado. Así pues, la P300 no se distingue por la dinámica de fondo, pero tampoco está completamente explicado por ella. Por tanto, la P300 no está provocada solamente por la reiniciación de la actividad oscilatoria preexistente, sino que más bien está afectada por ella. Ambas explicaciones encajan con la explicación más aceptada para el comportamiento a grandes rasgos de la P300, la hipótesis de actualización de contexto. Se piensa que la P300 representa en este modelo el cambio físico que subyace al hecho de que las probabilidades ligadas a ciertos resultados se refrescan a la luz de la información contextual más reciente para el sujeto.

## Variación en la P300
La onda P300 varía significativamente entre individuos y, en el mismo individuo, con el paso del tiempo y la repetición de estímulos. Se ha implicado a muchos factores en la modulación de la P300. Los trastornos neurológicos muestran típicamente una reducción de la amplitud de la P300 en su conjunto, pero más allá de esto están los cambios que acompañan a la esquizofrenia. Las investigaciones que miden la P300 de la esquizofrenia comparándola con la de controles sanos han mostrado una marcada reducción en la amplitud de P300 sugiriendo un desarreglo del procesamiento de la información controlada. Estudios recientes que intentan desarrollar las bases para esta reducción han identificado un polimorfismo puntual en un gen que codifica la catecol-O-metiltransferasa (COMT) una enzima crítica en la eliminación de la dopamina en las regiones corticales del cerebro.
Los descensos en la amplitud e incrementos en el tiempo de latencia también se observan en el envejecimiento normal. Se acepta generalmente que los cambios en la amplitud de la P300 están relacionados con incrementos o bajadas en la intensidad, energía requerida o nivel de excitación ligada a una tarea específica. Los cambios en la latencia han sido peor caracterizados pero aún dan una correlación fuerte con el tiempo de procesamiento necesario para el desempeño de tareas. Las medidas de la onda P300 también pueden variar dependiendo del tiempo de medición. Se han señalado variaciones significativas de la amplitud y latencia basados en el ritmo diurno de los sujetos. Estas variaciones precisan de gran cuidado con el uso del P300 como medida diagnóstica. No se sabe si estos cambios están directa o indirectamente relacionados con los de alerta/atención, que están bien documentados en su desarrollo a lo largo del día. 
Un punto de partida interesante sería medir las P300 cuando se piensa que se va alterar la toma de decisiones conscientes. Se piensa que los estados hipnóticos y de sueño proporcionan buenas vías para la explicación de este campo. Las personas que son más receptivas a la hipnosis muestran cambios en la amplitud de los potenciales evocados entre los estados normales y los estados llamados de "alucinación obstructiva positivo/negativa". Esto parece estar en línea con la idea de que la P300 está regulada para transmitir decisiones a la conciencia y por ellos parecen sugerir la plausibilidad de una conciencia alterada en los estados hipnóticos. 
El alcoholismo también tiende a correlacionarse con una reducción de la amplitud de la P300. Se pueden efectuar comparaciones en las características de la P300 entre sujetos alcohólicos y los que tienen lesiones en el lóbulo frontal, sugiriendo una afectación a largo plazo de las funciones frontales relacionadas con el control ejecutivo. Se requieren más investigaciones para asegurar si este tipo este cambio en la P300 es específico del alcoholismo en lugar de una característica de la conducta adictiva en general. Las adiciones relacionadas con el tabaco han sido a menudo relacionadas con la conducta alcohólica y esto es una variable de confusión que aún no ha sido eliminada.
También se ha visto que los subcomponentes de la P300 varían con el género, mostrando las mujeres una amplitud y latencia mayores que los varones. No obstante existe una cantidad significativa de variación entre géneros en ambos subcomponentes y en la misma P300. Gran parte de esto puede deberse a las sutiles diferencias en los equipos de medición y en las técnicas (electrodos, lugares de registro, preparación de la cabellera). Otros investigadores han intentado probar que los daños traumáticos sutiles en la cabeza son típicamente seguidos en las P300 que duran más tiempo que la recuperación conductual. En un estudio que empleaba estudiantes universitarios sanos que habían experimentado un daño cefálico suave en el pasado, los sujetos afectados no revelaban diferencias con los controles en test de memoria y atención aunque aún mostraban amplitudes reducidas y latencias incrementadas en el marco de un paradigma odd-ball. El efecto del daño en la cabeza no se había investigado en ensayos previos y destaca como un posible candidato como variable de confusión para los resultados.
La estimulación de secuencias más complicadas que una simple rutina odd-ball muestran variaciones en las características P300. Por ejemplo, cuando se asignan elecciones aleatorias a situaciones percibidas como beneficios o pérdidas las P300 demuestran la variabilidad de la magnitud recompensa/perdidas. Se ha mostrado que las características de la P300 son independientes de la valencia de un resultado (de si representa pérdida o ganancia). Se piensa que los cambios en la P300 están relacionadas con la evaluación y la revaluación por parte del sujeto de opciones seleccionadas o no seleccionadas.

## Aplicaciones
Desde mediados de los años 1980 uno de los usos más discutidos de los potenciales evocados ha sido la detección de mentiras. En una propuesta de prueba para la detección de "conocimientos inculpatorios" se interroga a un sujeto a través de un paradigma odd-ball de un modo similar a como lo sería bajo un típico detector de mentiras. Esta práctica ha recibido recientemente una mayor permisibilidad legal, mientras que la poligrafía ha visto como se reduce su uso, en parte debido a aspectos inconscientes e incontrolables de la P300. La técnica se basa en la provocación reproducible de la onda P300, lo cual es un aspecto central en la idea de la Respuesta Encefalográfica Relacionada con la Memoria y la Codificación (RERMCT) desarrollada por el Dr. Lawrence Farwell. En todo caso, no se ha demostrado que el estudio de la P300 permita distinguir la verdad de la mentira de ningún modo realista.
La investigación científica a menudo descansa en la medición de la P300 para examinar potenciales relativos a eventos, especialmente cuando se trata de la toma de decisiones. Puesto que el deterioro cognitivo a veces esta correlacionado con modificaciones en la P300, la forma de onda a veces se puede utilizar como medida para la eficacia de distintos tratamientos para la función cognitiva. Se ha sugerido su uso como marcador clínico precisamente por estas razones. Hay un amplio rango de usos para la P300 en la investigación científica, que va desde el estudio de la depresión y la drogadicción a los trastornos de ansiedad (Trastorno obsesivo-compulsivo, Trastorno por estrés postraumático, etc).
También se ha propuesto su uso en interfaces computadora-cerebro. La P300 tiene un cierto número de cualidades deseables que ayudan a la implementación de tales sistemas:
- Primero, la forma de onda es consistentemente detectable y se puede provocar en respuesta a estímulos precisos.
- También puede evocarse en casi todos los sujetos con poca variación en las técnicas de medida, lo que podría simplificar los diseños de interfaz y permitir un mayor rango de uso.

La velocidad a la que la interfaz puede operar depende de cómo sea de detectable la señal sin que esto dependa del "ruido". Una característica negativa de la P300 es que la amplitud de la forma de onda necesita el cálculo de la media de muchos registros para aislar la señal. La velocidad conjunta del sistema interfaz depende de esto y de otros pasos de procesamiento post-registro. El algoritmo propuesto por Farwell y Donchin proporciona un ejemplo de BCI simple que se basa en los procesos de toma de decisiones inconscientes de la P300 para operar una computadora. Se le presenta a un sujeto una matriz de caracteres de 6X6 y se destacan varias filas o columnas. Cuando una columna o fila contiene el carácter el sujeto desea comunicarse y se provoca la respuesta P300 (puesto que este carácter es "especial" es el estímulo diana descrito en el típico paradigma odd-ball). La combinación de la fila y columna que evoca la respuesta localiza el carácter deseado. Se deben promediar algunos ensayos como este para eliminar el ruido del EEG. La velocidad de iluminación determina el número de caracteres procesados por minuto. Los resultados de estudios que usan esta disposición muestran que los sujetos normales pueden conseguir un 95% de tasa de éxito a unos 3.4-4.3 caracteres/min y las tendencias sugieren que 40 caracteres/min es el límite teórico máximo lograble. Permanece por demostrar si tales sistemas proporcionan resultados similares en pacientes que sufren el síndrome del cautiverio (locked-in syndrome), la principal población de interés para tales dispositivos dirigidos por el cerebro.
Otra vez construido a partir del paradigma odd-ball, el reconocimiento de pautas de habla o sonido es un método bien documentado para suscitar la respuesta P300. Por esto se ha sugerido que la forma de onda puede ser usada en otro campo del diseño de interfaces, la audiología. Se puede usar la P300 como medida de la calidad de los implantes cocleares, puesto que el sonido diana no registrará un potencial relacionado con eventos si se transfiere pobremente por el aparato auditivo externo. Los ejemplos auditivos pueden proporcionar un método más sencillo de generar Potenciales evocados, así como el silencio es más simple de recrear que la carencia completa de estímulos visuales. Además, la cuestión sobre si se puede se hace consciente de un estímulo visual no es sencillo,. Si el procesamiento visual puede darse sin la conciencia del sujeto, se necesitarán tomar medidas adicionales para determinar los límites de los potenciales evocados acompañantes. Diversos grupos de investigación han proporcionado resultados mediante la combinación de imágenes fMRI y potenciales evocados, que comienzan a abordar estos temas probando la actividad del cerebro más allá de lo informado por el sujeto.